# Moose Factory
Moose Factory – miejscowość w Kanadzie, w północno-wschodniej części prowincji Ontario, w dystrykcie Cochrane. Położona jest na wyspie Moose Factory Island, na rzece Moose, naprzeciw miasta Moosonee, około 20 km od wybrzeża Zatoki Jamesa. Miejscowość jest obszarem niemunicypalnym. Większa jej część znajduje się w granicach rezerwatu Indian Kri. W 2021 roku zamieszkana była przez 1530 osób.

## Historia
Moose Factory założona została w 1672 roku jako faktoria angielskiej Kompanii Zatoki Hudsona. Pierwotnie ulokowana była na sąsiedniej wyspie Hayes Island. Była to druga placówka tej kompanii handlowej (po Rupert House), a jednocześnie pierwsza angielska osada na terenie obecnej prowincji Ontario. W 1686 roku osadę zdobyli Francuzi pod dowództwem Pierre′a de Troyes, którzy następnie ją zniszczyli. W 1713 roku zwrócona Brytyjczykom na mocy postanowień pokoju utrechckiego, faktoria odbudowana została w 1731 roku. Jednocześnie na wyspie Moose Factory Island wzniesiony został strzegący jej fort. Sama faktoria przeniesiona została na tę wyspę prawdopodobnie wkrótce po pożarze fortu i jego odbudowie w 1735 roku.
W XIX wieku była to jedna z głównych placówek handlujących futrami należących do Kompanii Zatoki Hudsona. Moose Factory pełniła wówczas funkcję ośrodka administracyjnego departamentu południowego Ziemi Ruperta, obejmującego północną część obecnych prowincji Ontario i Quebec. Działał tu port morski, poprzez który zaopatrywane były inne faktorie kompanii w regionie Zatoki Jamesa. Znajdował się tu także północny kraniec szlaku transportowego wiodącego w głąb lądu, nad Jezioro Górne. Miejscowość utraciła na znaczeniu na początku XX wieku wraz z rozwojem transportu kolejowego oraz żeglugi na Drodze Wodnej Świętego Wawrzyńca, która stała się dogodną alternatywą wobec wcześniejszych szlaków wiodących przez Zatokę Hudsona. 

## Gospodarka
W miejscowości znajduje się szpital o zasięgu regionalnym, będący miejscem zatrudnienia dla znacznej części mieszkańców. Istotną rolę w lokalnej gospodarce odgrywa także turystyka.